# Cầu Jamuna
Cầu hỗn hợp Jamuna (tiếng Bengal: যমুনা বহুমুখী সেতু, Latin hóa: Jamuna Bahumukhee Setu), còn được gọi là cầu Bangabandhu, là một cây cầu bắc qua sông Jamuna ở Bangladesh. Cây cầu được khánh thành vào tháng 06 năm 1998. Với chiều dài 4,8 km, đây là cây cầu dài thứ hai ở Bangladesh, nối Bhuyanpur phía bờ Đông của sông Jamuna với Sirajganj ở bờ Tây. 90% cây cầu này thuộc địa phận của huyện Tangail và 10% là thuộc thành phố Sirajganj. Đây từng là cây cầu dài thứ 11 thế giới vào thời điểm được khánh thành, năm 1998, và hiện tại đang là cây cầu dài thứ 6 ở khu vực Nam Á. Con sông Jamuna mà cây cầu bắc qua, là một trong ba sông lớn ở Bangladesh, và là con sông lớn thứ năm trên thế giới xét về lưu lượng nước.

## Lịch sử xây dựng

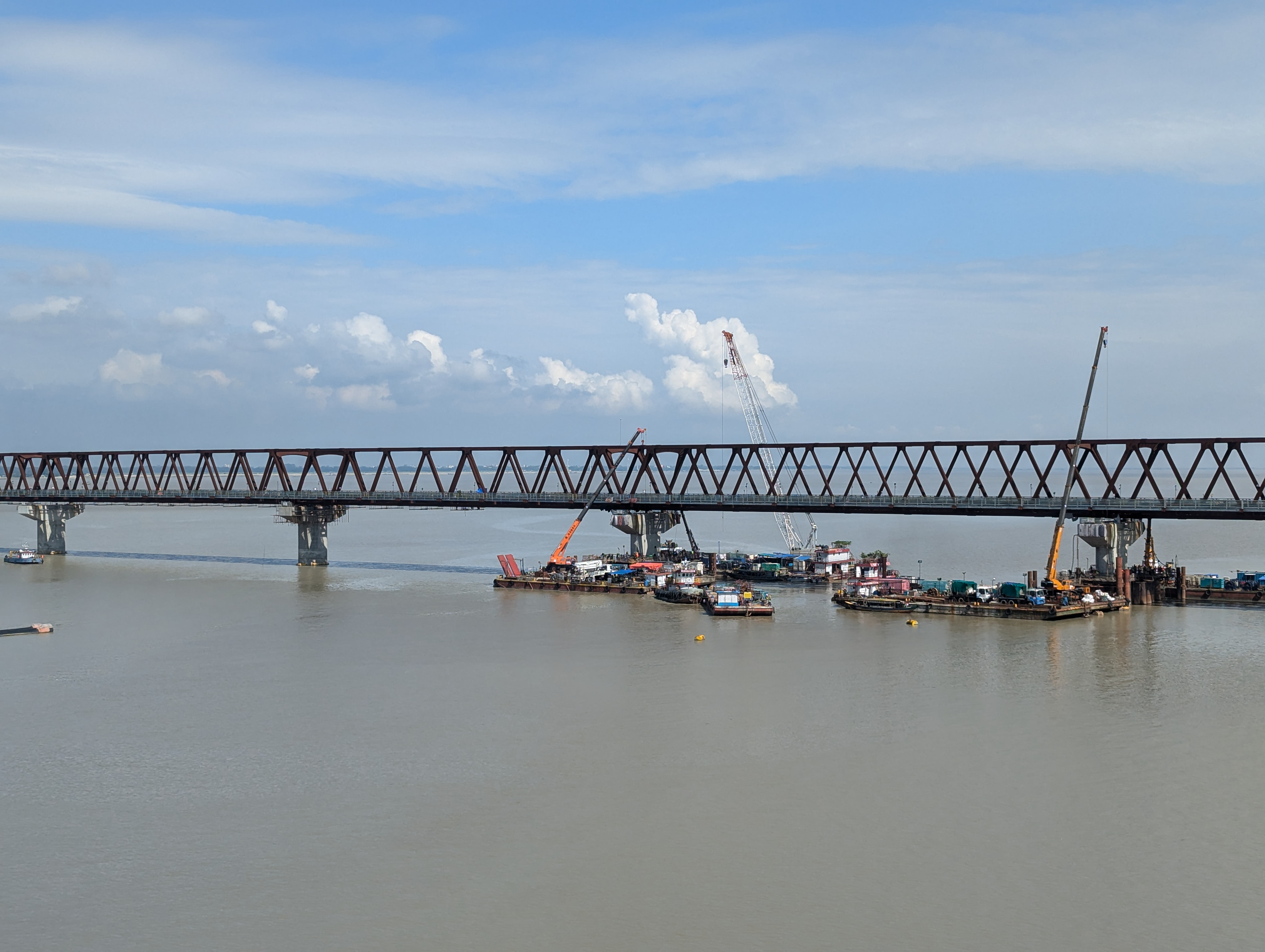
Một góc cầu Jamuna trong quá trình xây dựng

Sông Jamuna (hay Brahmaputra), cùng với hạ lưu của sông Padma, chia Bangladesh làm hai nửa gần như bằng nhau. Cho tới thời điểm đó, tất cả các tuyến giao thông đường bộ và đường sắt giữa hai phần của đất nước đều phải phụ thuộc vào các chuyến phà vốn tốn thời gian và thường xuyên bị gián đoạn do các vấn đề về điều hướng. Người dân, đặc biệt là ở phía Tây Bắc Bangladesh, từ lâu đã mong muốn có một cây cầu bắc qua sông Jamuna. Và các nhà hoạch định chính sách đã không bỏ qua nhu cầu này.
Cầu hỗn hợp Jamuna được xây dựng bởi Hyundai Heavy Industries với chi phí 696 triệu USD. Tuy vậy, tổng chi phí của cả dự án lại lên tới 1,24 tỷ USD vì những nguyên nhân chưa rõ. Chi phí được chia sẻ giữa IDA, ADB, OECD, với chính phủ Bangladesh. Trong đó, IDA, ADB, OECD mỗi bên hỗ trợ 200 triệu USD qua khoản vay với lãi suất danh nghĩa 1%, và khoản tiền 96 triệu USD còn lại do Bangladesh chịu trách nhiệm.
Phần cầu chính dài 4,98 km (3,09 mi) với 49 nhịp chính (mỗi nhịp dài khoảng 99 mét), và hai nhịp đầu cầu (dài khoảng 65 mét). Đầu dẫn ở phía Tây và Đông là hai cầu cạn, mỗi cầu có 12 nhịp, dài 10 mét, các nhịp chuyển tiếp dài 8 mét. Tổng bề ngang mặt cầu là 18,5 mét.
Cây cầu được thiết kế để chịu tải được phần đường bộ hai làn xe kép, và một tuyến đường sắt lồng (gồm khổ tiêu chuẩn 1,435 mm và khổ hẹp 1,000 mm), đường dây điện cao thế (230 kV), cáp viễn thông và một đường ống dẫn khí tự nhiên áp suất cao.
Làn đường bộ có chiều rộng 6,315 mét, được phân ra bởi một dải phân cách rộng 0,57 mét, cùng với phần đường sắt ở phía Bắc của cầu. Trên phần cầu chính, các trụ điện cao thế được lắp đặt ở các giá đỡ nhô ra từ phía Bắc mặt cầu. Các ống cáp viễn thông chạy bên trong dầm hộp, và đường ống dẫn khí đốt nằm dưới phần nhô ra phía Nam của dầm hộp.
Cây cầu được xây dựng bởi Hyundai Engineering and Construction (Hàn Quốc) theo hợp đồng thiết kế và thi công. Công ty TY Lin Assoc. tại San Francisco thực hiện phần thiết kế với vai trò là nhà thầu phụ cho Hyundai. Đường dẫn cầu được thi công bởi Samwhan Cooporation (Hàn Quốc).

## Chi tiết

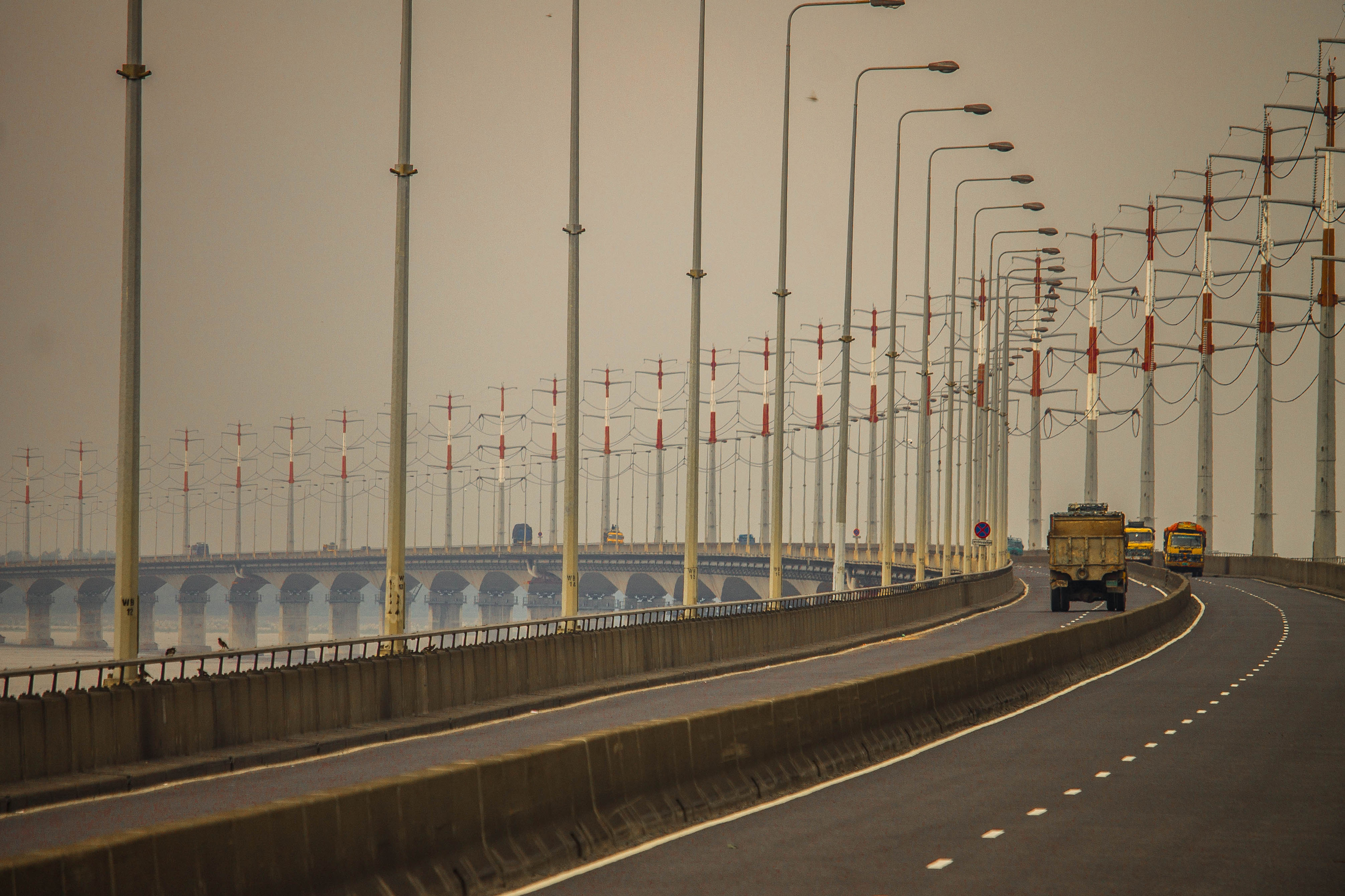
Phần đường bộ của cầu

### Kết cấu hạ tầng
Cầu được nâng đỡ bởi các cọc thép ống đóng sâu xuống lòng sông. Cát bên trong các cọc được hút ra bằng phương pháp hút cát và thay thế bằng bê tông. Trong tổng số 50 trụ cầu, 21 trụ được nâng đỡ bởi nhóm gồm ba cọc (đường kính mỗi cọc là 2,5 m) và 29 trụ còn lại được nâng đỡ bởi nhóm hai cọc (đường kính mỗi cọc 3,15 m). Quá trình đóng 121 cọc bắt đầu vào ngày 15 tháng 10 năm 1995 và hoàn thành vào tháng 07 năm 1996.
Thân trụ cầu được xây trên bệ cọc bê tông, trong đó vỏ bệ được đúc sẵn và phần lõi được đổ bê tông cốt thép tại chỗ. Các thân trụ bê tông cốt thép đỡ đầu trụ chứa gối cầu và thiết bị chống động đất. Những thiết bị này cho phép cầu có thể co giãn dưới điều kiện tải trọng bình thường nhưng sẽ khóa lại trong trường hợp xảy ra động đất nhằm hạn chế lực địa chấn và giảm hư tổn.

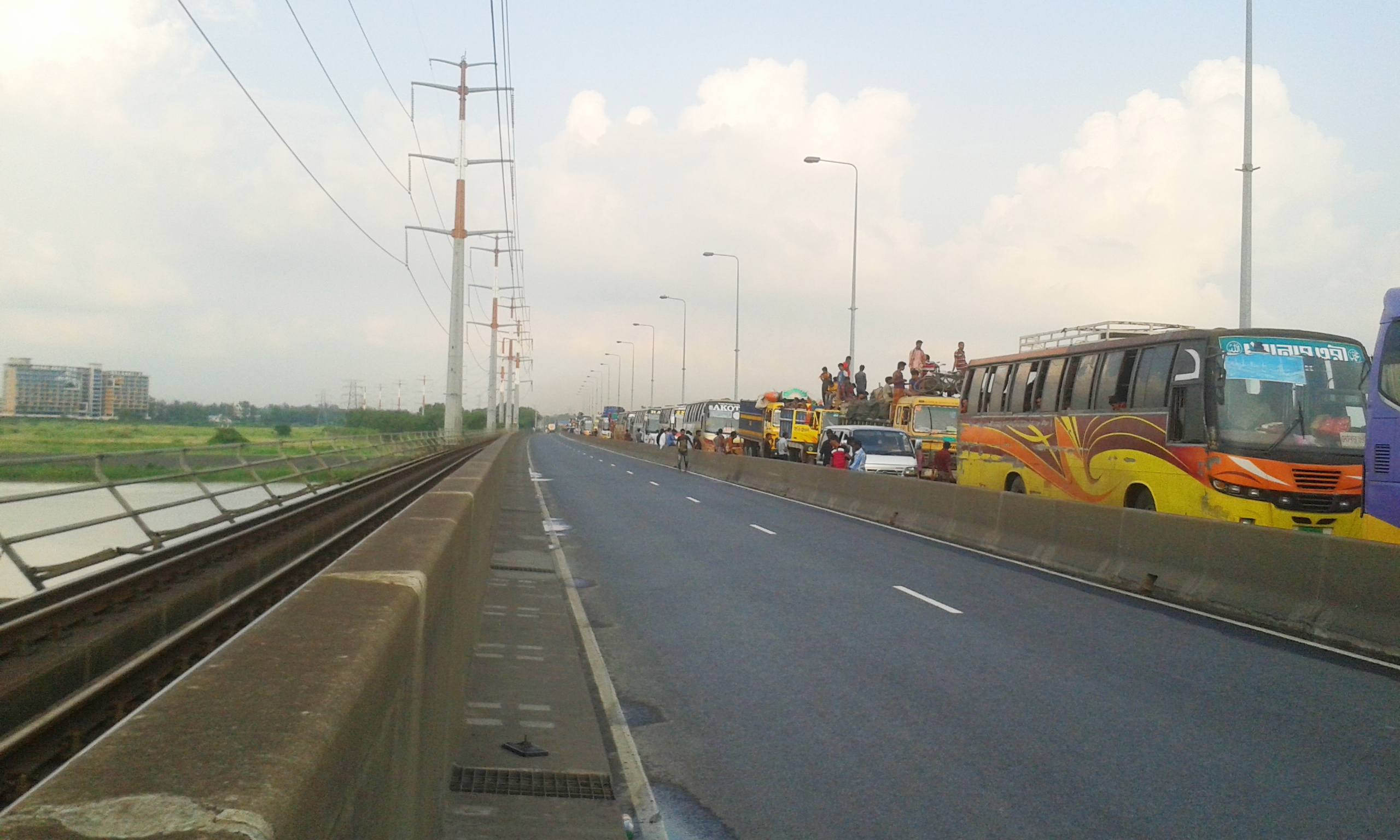
Hai bên cầu Jamuna. Phía bên trái là đường sắt, bên phải là đường bộ

### Kết cấu thượng tầng
Mặt cầu chính được xây dựng bằng phương pháp đúc hẫng cân bằng, sử dụng các đoạn dầm bê tông dự ứng lực đúc sẵn. Mỗi phần hẫng có 12 đoạn (mỗi đoạn dài 4 mét), được nối với đầu trụ (dài 2 mét) tại mỗi trụ và được liên kết với nhau bằng mối nối tại nhịp giữa. Mặt cầu có kết cấu dầm hộp đơn, với chiều cao hộp thay đổi từ 6,5 mét tại trụ đến 3,25 mét tại giữa nhịp. Mỗi 7 nhịp sẽ có một khớp nối giãn nở, thông qua đoạn bản lề nằm khoảng 1/4 nhịp. Các đoạn dầm được đúc sẵn và lắp đặt bằng giàn nâng hai nhịp. Giàn nâng này được Butterley Engineering Ltd. (Ripley, Derbyshire, Anh) thiết kế, dài 200 mét và được coi là một trong những giàn nâng lớn nhất thế giới vào thời điểm đó.

### Phần đường sắt
Cầu Jamuna có đường sắt lồng với cả khổ tiêu chuẩn và khổ 1 mét cùng với các trụ điện cao thế. Sau đó, việc mở rộng cầu tiêu tốn thêm 134 triệu USD.

### Tranh chấp pháp lý
Chưa đầy một thập kỷ sau khi khánh thành, các vết nứt bắt đầu xuất hiện trên cầu, khiến chính quyền phải giới hạn số lượng phương tiện qua lại cùng một lúc. Đến đầu năm 2008, chính phủ Bangladesh tuyên bố có ý định kiện tập đoàn Hyundai của Hàn Quốc vì sai sót trong thiết kế.

### Sửa chữa, gia cố và giám sát tình trạng cầu
Từ tháng 03 đến tháng 06 năm 2006, các chuyên gia từ Đại học Kỹ thuật và Công nghệ Bangladesh đã tiến hành điều tra nguyên nhân gây nứt trên bề mặt cầu, bao gồm các tấm bê tông dự ứng lực, vách dầm và đầu trụ. Các vết nứt xuất hiện chủ yếu theo phương dọc mặt cầu, bên cạnh đó là một số vết nứt nhỏ hơn theo phương ngang. Trong quá trình phân tích, mô hình 3D của cầu đã được xây dựng bằng phương pháp phần tử hữu hạn.
Công tác sửa chữa và gia cố bao gồm: thay thế các khớp giãn nở mô đun, gia cố mặt cầu bằng dải polymer cốt sợi carbon, cải thiện kết nối giữa vách dầm và mặt cầu bằng vải cốt sợi carbon cũng như là trám các vết nứt phi cấu trúc. Các hoạt động này được thực hiện theo từng giai đoạn. Sau khi hoàn thành sửa chữa, cây cầu trên được giám sát chặt chẽ. Chiến dịch giám sát tình trạng cầu được Đại học Kỹ thuật và Công nghệ Bangladesh thực hiện trong vài năm đầu nhằm thu thập các số liệu tham chiếu.